# Hans Nysom

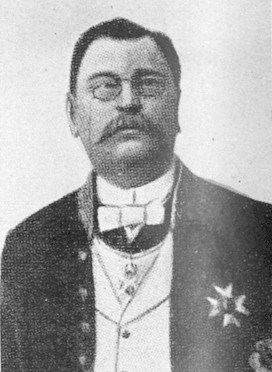
Hans Hein Theodor Nysom

Hans Hein Theodor Nysom, född 5 september 1845 i Botne vid Holmestrand, död 27 augusti 1903 i Kristiania, var en norsk officer och ingenjör. 
Nysom utexaminerades från militärhögskolan 1870 och övergick 1872 till artilleriet. År 1874 anställdes han i kanalväsendet och tog avsked som officer 1876. Åren 1877–81 var han sekreterare i kungliga "vasdragskommissionen" och tjänstgjorde vid olika viktiga kanalarbeten och vattendragsregleringar. Åren 1885–91 var han ordförande i Polyteknisk Forening. 
Nysom deltog i hög grad i pressdebatten om tekniska, militära och samfärdselfrågor. Han publicerade tillsammans med Axel Borchgrevink och Gunnar Sætren Haandbog i norsk flødningsvæsen (Kristiania 1889). Åren 1895–1900 var han stortingsrepresentant för Kristiania, 1891–93 arbetsminister i Johannes Steens första ministär, där han framlade som proposition den landsplan for järnvägsbyggandet, som i huvudsak fullföljdes 1894–1908. År 1896 blev han hamndirektör, men var 1898–1900 medlem av Steens andra ministär, varefter han var generaldirektör för Norges statsbaner (NSB) intill sin död.